# Hospicjum św. Krzysztofa w Londynie
Hospicjum św. Krzysztofa w Londynie – specjalistyczny ośrodek opieki paliatywnej nad chorymi i umierającymi, położony w południowo-wschodniej części Londynu.

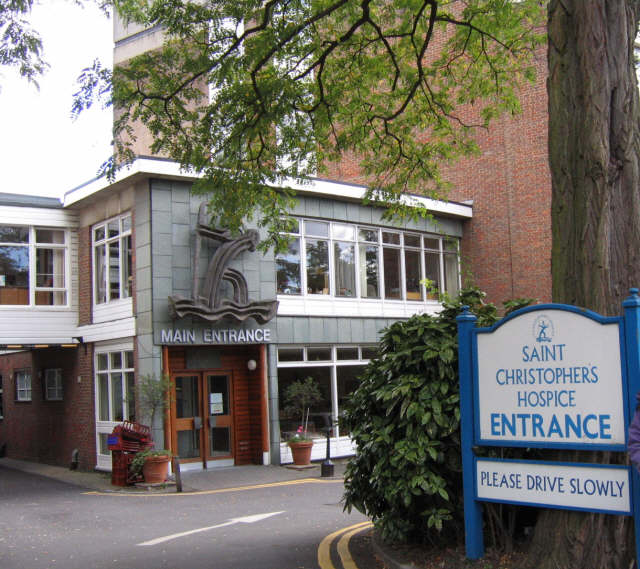
Hospicjum św. Krzysztofa w Londynie

Założone zostało w 1967 przez Cicely Saunders, żonę Mariana Bohusza-Szyszko, polskiego malarza ekspresjonisty, krytyka sztuki i publicysty.
Obejmuje swoim zasięgiem opieki obszar zamieszkały przez ok. 1,5 mln w południowo-wschodnim Londynie, Bromley i Croydon. 
Udziela opieki ponad 2000 osobom umierającym co roku, dbając o warunki życia poszczególnych pacjentów i wspiera ich rodziny i przyjaciół.
Hospicjum św. Krzysztofa stało się modelem tego typu instytucji, prowadzącym również działalność edukacyjną w zakresie medycyny paliatywnej. Jego  Centrum Edukacji szkoli personel medyczny i wolontariuszy, bazując na badaniach, praktyce i doświadczeniach. Program edukacyjny obejmuje szeroki zakres tematów objętych „End of Life Care”.
Hospicjum św. Krzysztofa jest zarejestrowaną organizacją charytatywną, utrzymującą się z, prawie 72%, dobrowolnych składek.